# Охровка
О́хровка — деревня в Марьяновском районе Омской области. Входит в Грибановское сельское поселение.

## География
Расположена в 11 км к западу от районного центра Марьяновка.
Климат резко континентальный: зима холодная, солнечная и снежная, лето жаркое, сухое. Средняя температура января −19° C, июля +19° C, с типичными отклонениями до −35° C и +35° C, соответственно.

## Население
| 2010 |
| ---- |
| 159  |

## Инфраструктура
Улицы: Северная, Южная, переулок Шингарёва.